# 垂水港
垂水港（たるみずこう）は、鹿児島県垂水市にある地方港湾。港湾管理者は鹿児島県。
2019年現在、鹿児島交通がフェリーを運航している。
2015年度の発着数は10,970隻（15,661,796総トン）、利用客数は1488,561人（乗込人員773,773人、上陸人員714,788人）である。

## 航路
- 鴨池・垂水フェリー
  - 垂水港 - 鴨池港

## 歴史
1897年（明治30年）から汽船が寄港するようになった。しかしながら当初の汽船は鹿児島湾内を循環するもので、垂水から鹿児島市へ日帰りで行くことは不可能だった:998。
大正時代に垂水出身で肝属郡の郡会議長をつとめた町田一平（1871-1945）は個人で千鳥丸（10トン）を建造し、鹿児島・垂水間を1日2往復するようになった。これによって利便性は増したが、個人での営業は無理があるために町田は他の有志と協力して1921年（大正10年）に垂水発動機船組合（1930年に垂水汽船会社に改められる）を創立、垂水丸（1921年、20トン）、第一垂水丸（1923年、40トン）、第二垂水丸（1925年、50トン）などを運航した:999。
古くは砂浜で桟橋がなく、いったんはしけに乗り換えて上陸する必要があった。大正末期に長さ200メートルを越える長い桟橋が作られたが:1001、不便だった。
1944年（昭和19年）2月6日、「第6垂水丸」（122トン）が垂水港を出航直後に転覆、死者547人は日本の海難事故で歴代2番目の規模。当初、船長は定員超過を危惧して出航を見合わせていたが、客からの脅迫により出航を余儀なくされ、出港後200m先で方向転換したところでバランスを崩し転覆した（第六垂水丸遭難事故）。
戦後の1953年（昭和28年）、農地干拓事業と港湾事業を総合して遠浅の砂浜を埋め立てる事業が始まった。港湾の工事は1959年（昭和34年）に完成した:1001。1964年（昭和39年）には浮桟橋が完成した:1001。
1960年（昭和35年）から鹿児島・垂水間の航路は南海郵船によって運営され、にしき丸、あかね丸といった大型の船が建造された:1000。南海郵船の社長は町田一平の次男の淳だったが、やがて岩崎與八郎が経営に乗り出した:1000。
1970年代になるとモータリゼーションの発展を背景にフェリー化が推進されるようになったが、競合する西桜島村の桜島フェリーとの関係で紛糾した。西桜島側は公営企業を圧迫するものとして官民一体となった反対運動を展開した。しかし1974年（昭和49年）11月10日から約1000トンのフェリーおおすみが就航し、鹿児島市に新しく作られた鴨池港と垂水港の間を35分で結ぶようになった:1000。
1985年（昭和60年）から本城川左岸河口の埋立地（潮彩町）で垂水港改修事業が始まり、1998年（平成10年）に垂水新港が開港した。